# George Lucas
George Walton Lucas jr. (Modesto, Californië, 14 mei 1944) is een Amerikaans filmregisseur, filmproducent en schrijver.

## Levensloop
George Lucas is vooral bekend als maker en bedenker van de eerste zes Star Wars-films en van zijn filmmaatschappij Lucasfilm Ltd. Verder bedacht Lucas de films van Indiana Jones die hij samen met zijn vriend Steven Spielberg maakte. Voordat hij Star Wars: Episode IV: A New Hope (1977) maakte, was hij al rijk geworden door het succes van American Graffiti, zijn tweede film als regisseur.
Lucas richtte ook ILM op, dat zich bezighoudt met special effects en computeranimatie.
Ook Pixar (bekend van onder andere The Incredibles, Finding Nemo en Toy Story) was een onderdeel van Lucasfilm, vooraleer Lucas het verkocht. THX was ook lange tijd een onderdeel van Lucasfilm, maar werd ook een onafhankelijk bestaand bedrijf.
George Lucas is een bijzonder rijk man: zijn vermogen wordt op $ 3,9 miljard geschat. Hij is vader van drie geadopteerde kinderen: Amanda, Katie en Jett. De laatste jaren is Lucas vooral bezig met het uitbreiden van de wereld die Star Wars heet. Hij maakte de serie Star Wars: The Clone Wars, die begon met een film in de bioscoop om het verhaal groots te introduceren (in 2008). Het verhaal speelt zich af tussen Star Wars: Episode II: Attack of the Clones (2002) en Star Wars: Episode III: Revenge of the Sith (2005). De serie telt 7 seizoenen. In oktober 2012 verkocht Lucas zijn bedrijf Lucasfilm aan The Walt Disney Company, waarbij hij aanbleef als creatief consultant. Omdat hij de opbrengst ervan aan goede doelen wil besteden, heeft de verkoop geen invloed op het eerder genoemd persoonlijk vermogen. In januari 2012 maakte hij, overigens niet voor het eerst, bekend zich terug te zullen trekken uit het productieproces van 'grote' films.

## Filmografie

### Series
- Star Wars: The Clone Wars (2008)
- Indiana Jones

### Korte films
- Look At Life (1965)
- Herbie (1966)
- Freiheit (1966)
- 1:42:08: A Man and His Car (1966)
- Anyone Lived in a Pretty How Town (1967)
- 6-18-67 (1967)
- Filmmaker (1968)
- The Making of 'The Rain People' (1969)
- Electronic Labyrinth: THX 1138 4EB (1970)
- Bald: The Making of 'THX 1138' (1971)
- The Star Wars Holiday Special (1978)

### Speelfilms
- THX 1138 (1971) (regisseur, schrijver)
- American Graffiti (1973) (regisseur, schrijver)
- Star Wars: Episode IV: A New Hope (1977) (regisseur, co-schrijver)
- Star Wars: Episode V: The Empire Strikes Back (1980) (executive producer, co-schrijver)
- Raiders of the Lost Ark (1981) (co-schrijver, executive producer)
- Star Wars: Episode VI: Return of the Jedi (1983) (executive producer, co-schrijver)
- Indiana Jones and the Temple of Doom (1984) (co-schrijver, executive producer, rol van missionaris)
- Howard the Duck (1986) (executive producer)
- Willow (1988) (schrijver, executive producer)
- Indiana Jones and the Last Crusade (1989) (co-schrijver, executive producer)
- Beverly Hills Cop III (1994) (acteur, speelde toerist bij de scène met de spinner)
- Star Wars: Episode I: The Phantom Menace (1999) (regisseur, schrijver, executive producer)
- Star Wars: Episode II: Attack of the Clones (2002) (regisseur, co-schrijver, executive producer)
- Star Wars: Episode III: Revenge of the Sith (2005) (regisseur, schrijver, executive producer, rol van baron Papanoida)
- Indiana Jones and the Kingdom of the Crystal Skull (2008) (executive producer, co-schrijver)
- Star Wars: Episode VII: The Force Awakens (2015) (creatief consulent)
- Star Wars: Episode VIII: The Last Jedi (2017) (creatief consulent)
- Star Wars: Episode IX: The Rise Of Skywalker (2019) (creatief consulent)
- Indiana Jones and the Dial of Destiny (2023) (creatief consulent)

- Bibsys: 90054546
- Biblioteca Nacional de Chile: 000035655
- Biblioteca Nacional de España: XX985182
- Bibliothèque nationale de France: cb11913565r (data)
- Catàleg d'autoritats de noms i títols de Catalunya: 981058510297406706
- CiNii: DA05379828
- Gemeinsame Normdatei: 119187876
- International Standard Name Identifier: 0000 0001 2095 650X
- Library of Congress Control Number: nr2002015365
- Nationale Bibliotheek van Letland: 000066314
- MusicBrainz: af3a8618-3362-4b82-9183-031f06221b86
- Bibliotheek van het Japanse parlement: 00448148
- Nationale Bibliotheek van Tsjechië: jn20001227115
- Nationale bibliotheek van Australië: 40396233
- Nationale Bibliotheek van Israël: 987007298656405171
- Nationale Bibliotheek van Polen: a0000001184769
- Nationale en Universitaire bibliotheek Zagreb: 000193851
- Nederlandse Thesaurus van Auteursnamen: 069553734
- LIBRIS: 280988
- SNAC: w6w96jnd
- Système universitaire de documentation: 026997126
- Trove: 1446268
- Union List of Artist Names: 500278908
- Virtual International Authority File: 16738168
- WorldCat: E39PBJhhpm97BhkpC449V7cHG3